# Philorheithrus agilis
Philorheithrus agilis är en nattsländeart som först beskrevs av Hudson 1904.  Philorheithrus agilis ingår i släktet Philorheithrus och familjen Philorheithridae. Inga underarter finns listade i Catalogue of Life.